# Hugo Blumhagen
Hugo Blumhagen (* 4. Juli 1875 in Friedland (Mecklenburg); † 20. August 1963 in Neustrelitz) war ein deutscher Kolonial- und Ministerialbeamter.

## Leben
Blumhagen war Sohn eines Landwirts. Er studierte an der Philipps-Universität Marburg Rechtswissenschaft. Am 26. Januar 1895 wurde er im Corps Teutonia zu Marburg recipiert. Als Inaktiver wechselte er an die Königliche Universität zu Greifswald. Er bestand 1897 das Referendarexamen und wurde 1898 zum Dr. iur. promoviert. Nach dem Vorbereitungsdienst bestand er 1903 (wohl am Kammergericht) die Assessorprüfung. Er trat 1904 in die Kolonialabteilung des Auswärtigen Amts und kam 1905 als Bezirksrichter nach Windhoek, Deutsch-Südwestafrika. Ab 1908 war er Bezirksamtmann des Kaiserlichen Bezirksamts in Keetmanshoop und Swakopmund. 1915–1919 war er in englischer Internierung. Nach Deutschland zurückgekehrt, wurde er 1919 Geheimer Regierungsrat. 1920/21 war er Direktor im Reichsamt für deutsche Einwanderung, Rückwanderung und Auswanderung. Den Ruhestand ab 1922 verlebte er im heimatlichen Neustrelitz.

## Veröffentlichungen
- Entscheidungsjahre in Deutsch-Südwestafrika. D. Reimer, Berlin 1939.
- Südafrika (unter Einschluß von Südwestafrika). L. Friederichsen & Company 1921; Neudruck De Gruyter, Berlin Boston 2019, ISBN 978-3750118331.